# Comuna Krasnohirka, Holovanivsk
Krasnohirka (în ucraineană Красногірка) este o comună în raionul Holovanivsk, regiunea Kirovohrad, Ucraina, formată din satele Krasnohirka (reședința) și Manjurka.

## Demografie
Componența lingvistică a comunei Krasnohirka
     Ucraineană (96,35%)
     Rusă (1,37%)
     Română (1,25%)
Conform recensământului din 2001, majoritatea populației comunei Krasnohirka era vorbitoare de ucraineană (96,35%), existând în minoritate și vorbitori de rusă (1,37%) și română (1,25%).